# 救救草食系的我吧！
《救救草食系的我吧！》（日语：れすきゅーME!）是日本漫畫家卷田佳春所創作的青年漫畫作品，在秋田書店《Champion RED Ichigo》雜誌連載，臺灣是由東立出版社代理發售正體中文版。2013年6月20日發售第3集單行本限定版附贈OVA。

## 故事簡介
水谷正行是一位普通的高中生，因為父母在國外工作而習慣獨自一人生活。有一天家裡突然來一位同年級的女學生清水沙也加。沙也加自稱自己是正行的父母僱用的女傭而同居，正行也因此開始新的同居生活。

## 登場人物
聲優部份左邊是廣播劇CD，右邊是OVA。
水谷正行（聲優：豊永利行／逢坂良太）
本作的男主角。時常對於沙也加的一些脫序行為感到困擾。
清水沙也加（聲優：稲村優奈／野村真悠華）
和正行同年級但不同班。如同妻子般照料著正行的生活，對於接近正行的女性都會特別警戒。
篁結花（聲優：高森奈津美）
正行母親的妹妹也是正行的叔母，但卻是國中學生。對正行當成哥哥而仰慕著並將沙也加視為競爭對手。
高木麻衣（高木 麻衣（たかぎ まい），聲優：長谷川知子／松本ふくみ）
和結花同年級的學生。暗戀著結花也因此敵視正行。
小園杏奈（小園 杏奈（おぞの あんな），聲優：河原木志穗／三宅麻理惠）
正行的學妹也是美化委員會的成員。
松下（聲優：興津和幸（OVA版））
正行的同學。羨慕正行的同居生活也因此時常容易產生一些誤解和妄想。

## 出版書籍
| 冊數  | 秋田書店       | 秋田書店               | 東立出版社     | 東立出版社             |
| 冊數  | 出版日期       | ISBN                   | 出版日期       | ISBN                   |
| ----- | -------------- | ---------------------- | -------------- | ---------------------- |
| Vol.1 | 2010年3月19日  | ISBN 978-4-2532-3443-6 | 2012年12月24日 | ISBN 978-986-317-389-2 |
| Vol.2 | 2011年11月18日 | ISBN 978-4-2532-3444-3 | 2012年12月24日 | ISBN 978-986-317-390-8 |
| Vol.3 | 2013年6月20日  | ISBN 978-4-2532-3445-0 |                |                        |
| Vol.4 | 2014年10月20日 | ISBN 978-4-2532-3446-7 |                |                        |

## OVA
OVA版是2013年6月20日出版漫畫第3卷限定版的贈品。

### 主題曲

作詞/作曲/編曲：吉田シゲロウ　歌：青木春子

### 工作人員
- 監督、分鏡：川口敬一郎
- 原作：巻田佳春
- 企画：伊藤純
- 劇本：佐藤裕
- 演出：Бакунин Роман
- 人物設定、作畫監督：磯野智
- 色彩設計：のぼりはるこ
- 美術監督：椋本豊
- 攝影監督：戸澤雄一郎
- 編集：南下原減多
- 音響効果：小山恭正
- 録音室：スタジオマウス
- 音響制作：マジックカプセル
- 音樂：吉田シゲロウ
- 動畫製作：Hoods Entertainment
- 製作：れすきゅーME!製作委員会

## 外部連結
- PLASTIC DREAMER WEB （页面存档备份，存于）（日語）
- 巻田佳春的X（前Twitter）（日語）